# Aida Rejzovic
Aida Rejzovic est une joueuse suédoise de volley-ball née le 14 décembre 1987 à Brčko (Bosnie-Herzégovine). Elle mesure 1,84 m et joue au poste de centrale. Elle totalise 24 sélections en équipe de Suède.

## Clubs
| Club                    | De        | À         |
| ----------------------- | --------- | --------- |
| Ållebergsgymanasiet/RIG | 2003-2004 | 2005-2006 |
| Kolbäcks VK             | 2006-2007 | 2006-2007 |
| Örebro VBS              | 2007-2008 | 2008-2009 |
| Katrineholms VK         | 2009-2010 | 2009-2010 |
| Vandœuvre Nancy VB      | 2010-2011 | 2010-2011 |
| Saint-Raphaël           | 2011-2012 | 2011-2012 |
| Katrineholms VK         | 2012-2013 | 2012-2013 |
| Ladies in Black Aachen  | 2013-2014 | 2013-2014 |
| Katrineholms VK         | 2014-2015 | 2014-2015 |
| Örebro VBS              | 2015-2016 | …         |

## Palmarès
- Championnat de Suède
  - Vainqueur : 2008, 2010, 2013.
  - Finaliste : 2016.